# Kent Ullberg

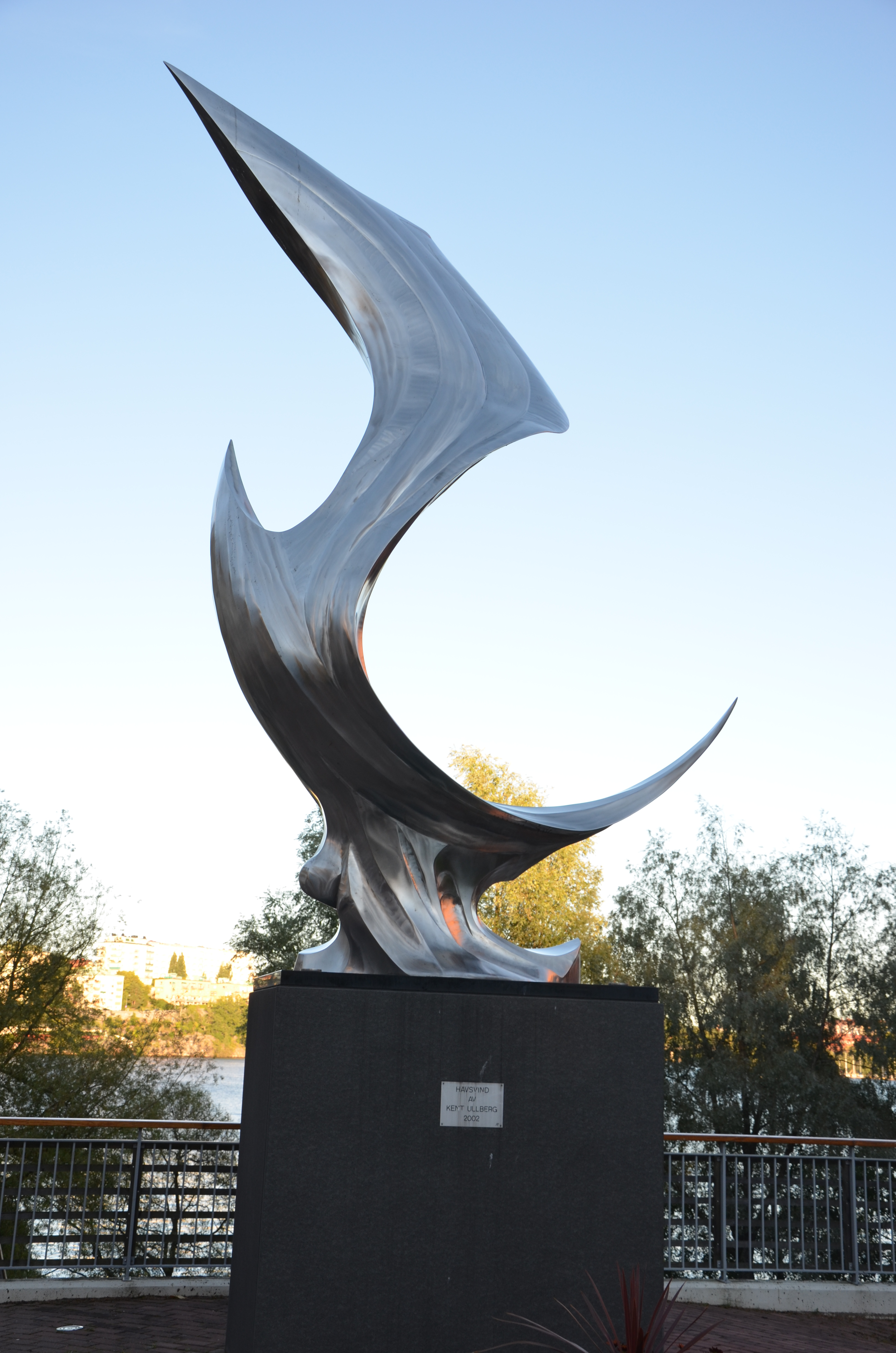
Havsvind, ovanför kontorskomplexet Alvik Strand Konferens, vid trappan från Gustavslundsvägen 145 i Alvik, Stockholm.

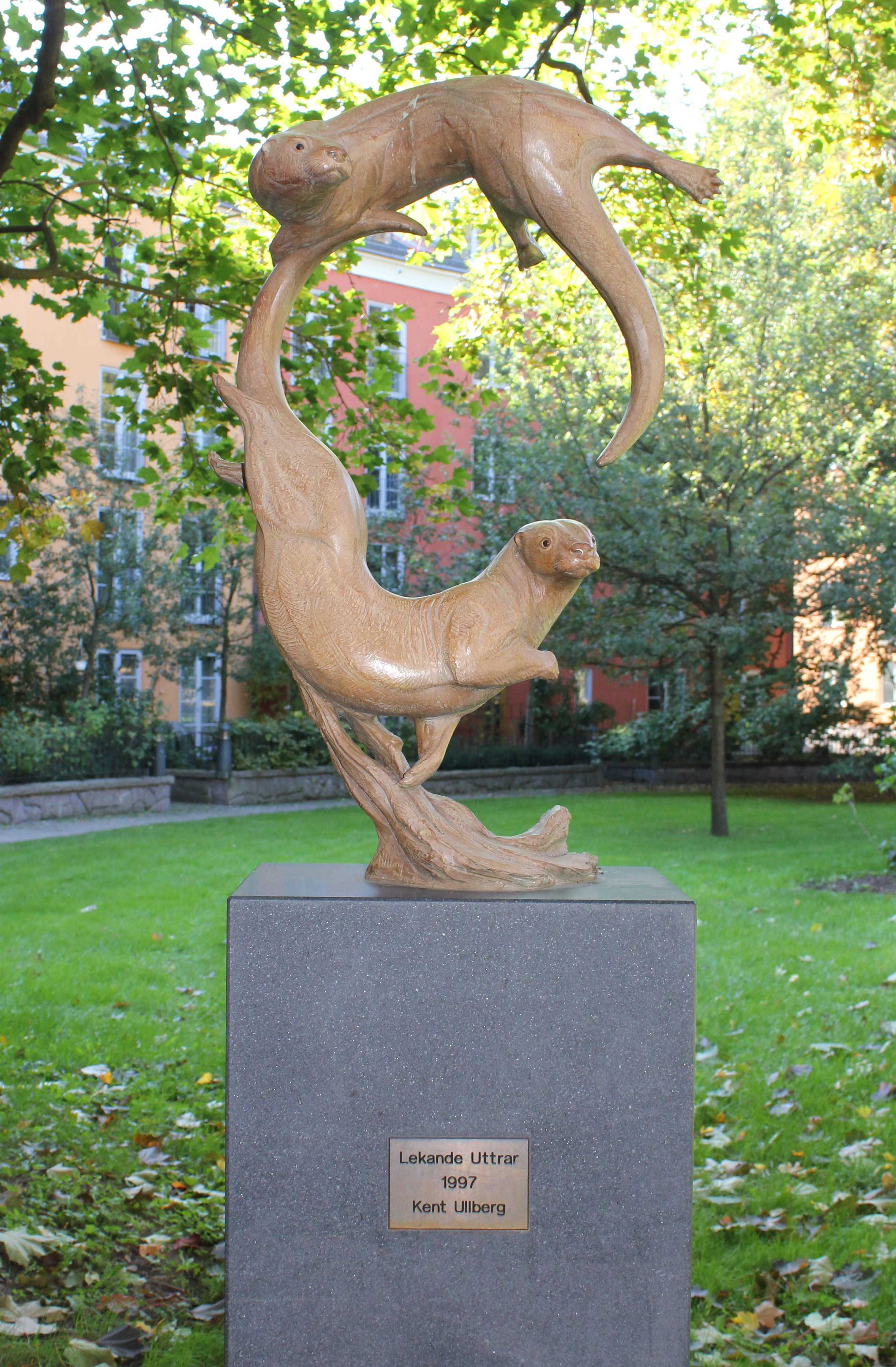
Lekande uttrar, Grubbensparken i Sankt Eriksområdet på nordöstra Kungsholmen i Stockholm.

Jean Axel Kent Ullberg, född 15 juli 1945 i Annedals församling i Göteborg, är en svensk-amerikansk skulptör.

## Biografi
Kent Ullberg utbildade sig i skulptur och teckning på Konstfack i Stockholm. Han idkade även självstudier på museer i Tyskland, Nederländerna och i Frankrike. Han utvandrade på 1960-talet till Tyskland. Han var bosatt sju år i Botswana, varav fyra då han var kurator på Botswana National Museum and Art Gallery. I Botswana studerade han människor och djur. Han bor och verkar i South Padre Island i Corpus Christi i Texas i USA. Hans ateljé är belägen i Loveland i Colorado.
Ullberg har arbetat med en stor mängd monumentala skulpturer som är placerade på många platser i världen. Ett monument är den gigantiska fontänen Spirit of Nebraska’s Wilderness i Omaha i Nebraska, i vilken ingår 58 kanadagäss i naturlig storlek, i brons och rostfritt stål.

## Skulpturen "Havsvind" vid Alviks strand
Konstverket Havsvind är en 5,2 meter hög skulptur i rostfritt stål på Alviks strand i Stockholm. Under 1990-talet, då Alviks strand och Alviks terrass utmed Gustavslundsvägen bebyggdes, skulle 1 % av byggkostnaden gå till konstnärlig utsmyckning. AP Fastigheters konstprojekt i Alviks strand var inriktat på det geografiska läget, vattnet med dess stora betydelse som kommunikationsväg under över 1000 år. Havsvind var Ullbergs första icke-figurativa verk. Kent Ullberg säger att när han skapade Havsvind ville han ge en känsla av havet genom två former som möts.

## Utställningar
Ullbergs arbeten har ställts ut över hela världen.
- Naturhistoriska riksmuseet i Stockholm.
- Salon d'Automne (Autumn Salon eller Société du Salon d'automne) i Paris, Frankrike.
- National Gallery i Botswana.
- Exhibition Hall, Beijing i Kina.
- The Guildhall i London, England.
- The National Geographic Society, Washington, D.C., USA.

## Verk i urval i USA
- Deinonychus Dinosaurs, monument, Logan Square i Philadelphia, Pennsylvania, USA.
- American Eagle, monument, Princeton, New Jersey, USA.
- Conservation Fountain i Washington D.C., USA.
- The Broward Convention Center Marine Fountain, för The City of Fort Lauderdale, Florida, USA.
- Spirit of Nebraska Wilderness, brons och rostfritt stål, Omaha, Nebraska, USA.

## Verk i urval i Sverige och Danmark
- Lekande uttrar, Grubbensparken på Kungsholmen i Stockholm.
- Havsvind (Sea wind), 2002, en 520 cm hög skulptur i rostfritt stål, Gustavslundsvägen 145 i Alviks strand i Alvik i Stockholm och hamnen i Västerö på Læsø i Danmark.
- Verk i ljusgården i Teliahuset (Telia Company AB) i Nacka Strand.
- Verk i ett bostadsområde i Rissne, en stadsdel i Sundbybergs kommun.
- Windborne, two eagles in flight. Sven-Harrys Konstmuseum, skulpturparken. Stockholm.

## Medlemskap
- The National Academy, N.Y.C.;
- The National Sculpture Society, N.Y.C.;
- National Academy of Western Art, Oklahoma City, OK;
- Society of Animal Artists, N.Y.C.;
- Allied Artists of America, N.Y.C.;
- The American Society of Marine Artists;
- Ct. the National Arts Club;
- N.Y.C. the Society for Wildlife Art of the Nations, Sandhurst, England.

## Utmärkelser
- Guldmedalj i skulptur 1981, 1982, 1988 och 1990;
- Det prestigefyllda Prix de West Award in 1998 vid The National Academy of Western Art;
- Han erhöll the Rungius Medal 1996 från The National Museum of Wildlife Art, Jackson Hole, Wyoming;
- samt tilldelades guldmedalj från The National Sculpture Society in N.Y.C. 1983 och i silver 2002;
- The Barnett Prize 1975 och Elin P. Speyer Award in 1985 från The National Academy, N.Y.C., silvermedalj för skulpturen 1989;
- Marguerite M. Hexter Award 1990, från The Allied Artists of America, N.Y.C.;
- Han erhöll även 1993 Henry Hering medaljen från The National Sculpture Society för storartad samklang mellan arkitektur och skulptur i monumentala verk.

## Bildgalleri

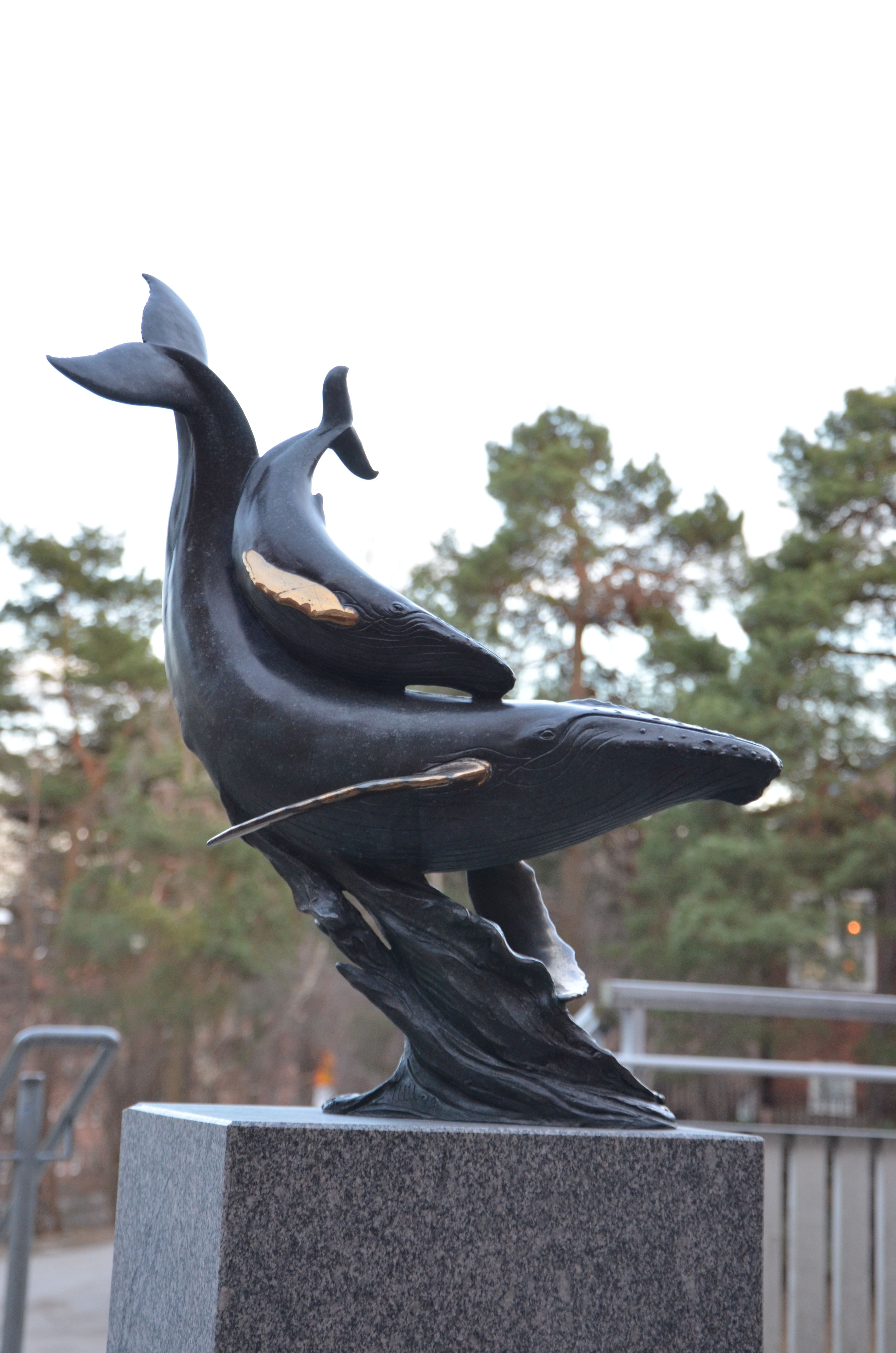
Knölvalar, brons, Inteckningsvägen 17 i Hägerstensåsen i Stockholm.
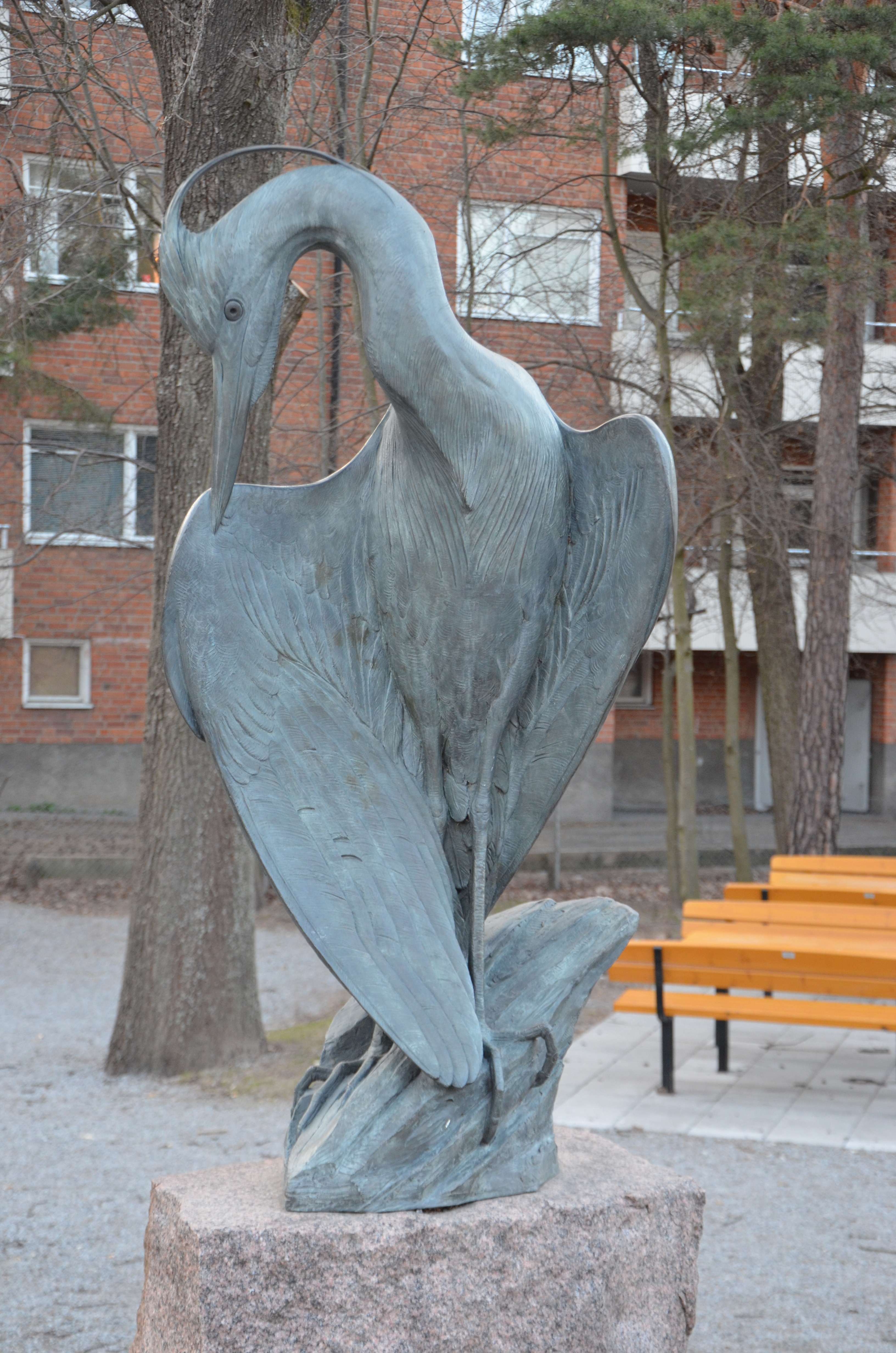
Häger, brons, Inteckningsvägen 17 i Hägerstensåsen i Stockholm.
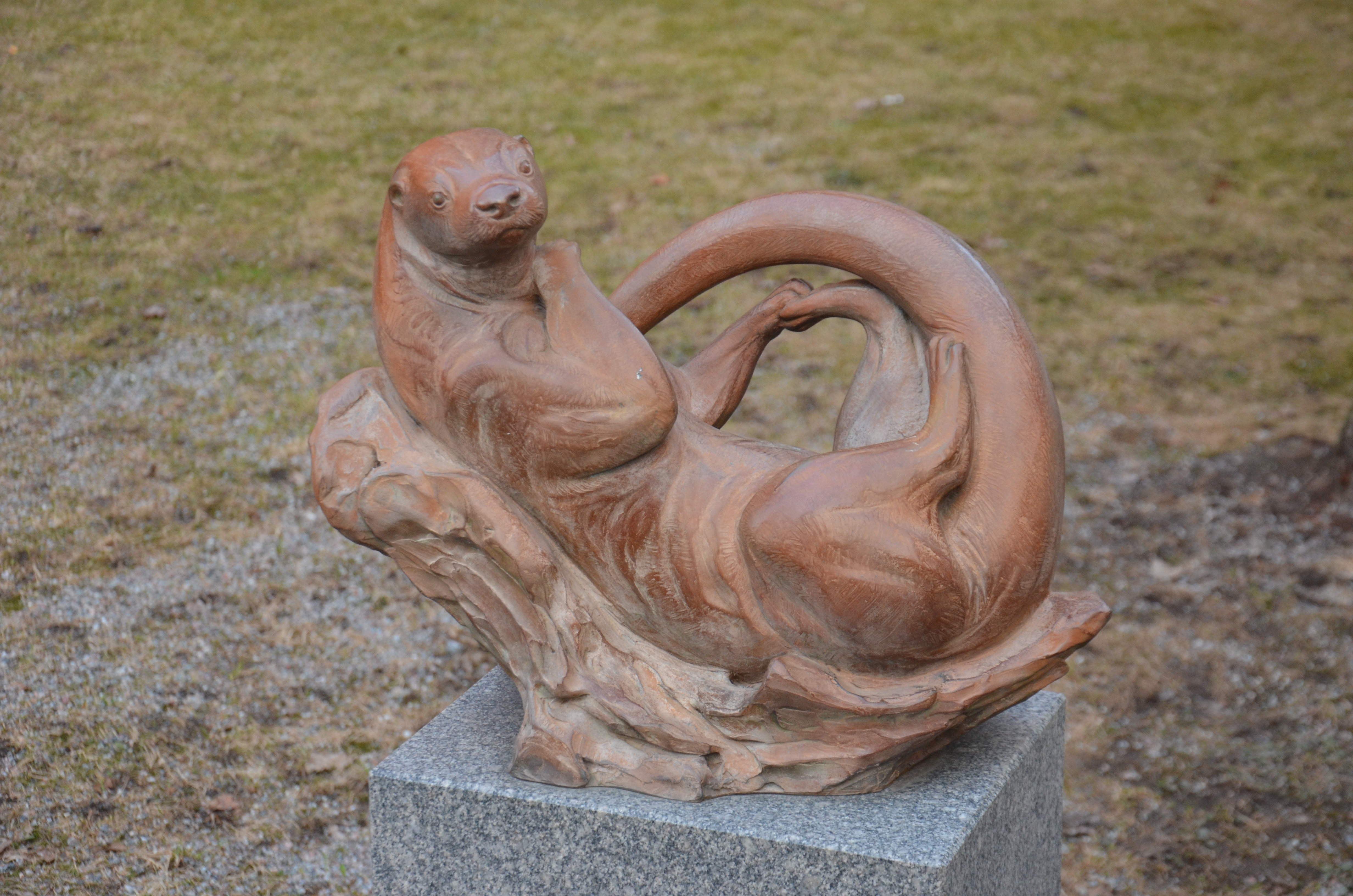
Utter, brons, Inteckningsvägen 17 i Hägerstensåsen i Stockholm.